# École nationale supérieure d’ingénieurs des systèmes avancés et réseaux
Die École nationale supérieure d'ingénieurs des systèmes avancés et réseaux (ESISAR) ist eine französische Ingenieurhochschule, die 1995 gegründet wurde.
Die Hochschule bildet Ingenieure in fortgeschrittenen Systemen und Netzen.
Die ESISAR hat ihren Sitz in Valence. Sie ist Mitglied der Grenoble INP.